# Respectable
«Respectable» —en español: «Respetable»— es una canción del grupo de rock británico The Rolling Stones, escrita por Mick Jagger y Keith Richards, incluido en el disco Some Girls. Fue lanzada como el tercer sencillo del álbum el 15 de septiembre de 1978.

## Composición y grabación
La letra de la canción habla de una mujer llegando a la alta sociedad y a Jagger recordándole de donde ella viene. Jagger dijo cuando la canción salió: "«Respectable» en verdad comenzó en mi cabeza como una canción sobre respetarnos como banda, entonces supuse que debía convertirla en 'We're so respectable', ahora somos respetados en la sociedad. Mi esposa es una persona muy honesta, y la canción no es sobre ella. Es muy rock, no es como Sara (de Bob Dylan). 'Respectable' es muy acelerado cuando la oyes. Eso es por lo que no me gusta separar las letras de la música. Porque cuando ahora escuchas la canción, no es lo que es, es la forma en que lo hicimos".
En las notas del álbum recopilatorio de la banda Jump Back, Jagger dijo: "Es importante estar influenciado por lo que está sucediendo a tu alrededor y el álbum Some Girls, creo que definitivamente se hizo más agresivo debido al punk."La letra de la canción habla de una mujer llegando a la alta sociedad y a Jagger recordándole de donde ella viene. 
Jagger comentó también sobre la canción en las notas del disco "Estábamos tocando tres acordes ruidosos con la guitarra eléctrica, que no es siempre una idea maravillosa pero era divertido. Esto resultó en discusiones entre Jagger y Richards sobre el tempo de la canción.
La canción fue grabada entre el 10 de octubre y el 21 de diciembre de 1977 y del 5 de enero al 2 de marzo de 1978, en los estudios Pathé Marconi en París, Francia. La canción fue producida por The Glimmer Twins (seudónimo que utilizan Jagger y Richards). El ingeniero de sonido a cargo de las sesiones fue Chris Kimsey. «Respectable» fue originalmente escrita por Jagger para ser una canción lenta, pero el guitarrista Keith Richards al oírla aumento a velocidad del tempo y logró convertirla en una canción de rock.

## Lanzamiento y recepción
«Respectable» fue lanzada como sencillo en Reino Unido el 15 de septiembre de 1978, con la carátula del ilustrador Hubert Kretzschmar, y logró alcanzar la posición # 23 en el UK Singles Chart en 1978.
Un vídeo musical fue producido para promocionar el sencillo. Estuvo bajo la dirección de Michael Lindsay-Hogg, mostrando a los stones en su versión más punk. Con una fotografía de ese vídeo, con el bajista Bill Wyman borrado digitalmente, se utilizó como portada para el álbum recopilatorio de la banda Rarities 1971-2003. También apareció en compilaciones posteriores como Jump Back (1993) y GRRR! (2012).

## Personal
Acreditados:
- Mick Jagger: voz, guitarra eléctrica.
- Keith Richards: guitarra eléctrica.
- Ron Wood: guitarra eléctrica.
- Bill Wyman: bajo.
- Charlie Watts: batería.

## Posicionamiento en las listas
| Listas (1978)                      | Mejor posición |
| ---------------------------------- | -------------- |
| Irlanda (IRMA)                     | 16             |
| Países Bajos (Dutch Top 40)        | 18             |
| Países Bajos (Mega Single Top 100) | 16             |
| Reino Unido (UK Singles Chart)     | 23             |